# Кырыккале (ил)
Кырыккале (тур. Kırıkkale) — ил в центральной части Турции.

## География
Ил Кырыккале граничит с илом Анкара на западе, Чорум на северо-востоке, Чанкыры на юге, Кыршехир на юге.
Реки: Кылычёзю, Кызыл-Ирмак.

## Административное деление

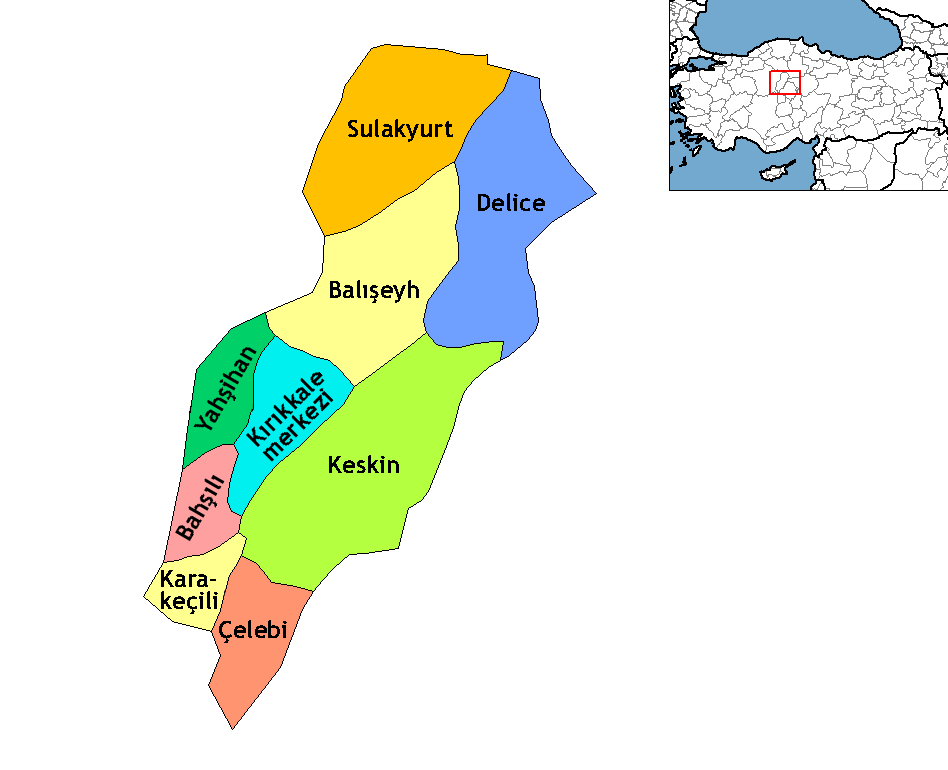

Ил Кырыккале делится на 9 районов:
1. Бахшылы (Bahşılı)
2. Балышейх (Balışeyh)
3. Челеби (Çelebi)
4. Делидже (Delice)
5. Каракечили (Karakeçili)
6. Кескин (Keskin)
7. Кырыккале (Kırıkkale)
8. Яхшихан (Yahşihan)

## Достопримечательности
- мечети Балышейх, Хасандеде, Чарши и Кючюк Шамил;
- усыпальницы Хасандеде, Кочубабы, шейха Мустафы Карабабы, Казаджибабы, шейха Садреддина и Шейха.